# Ichneumon pseudowinkleyi
Ichneumon pseudowinkleyi là một loài tò vò trong họ Ichneumonidae.